# Kamina (personaggio)
(Kamina)
Kamina (カミナ?) è un personaggio immaginario del manga e anime Sfondamento dei cieli Gurren Lagann, ideato dallo sceneggiatore Kazuki Nakashima per la celebre casa di produzione Gainax. Essendo uno dei protagonisti della prima parte dell'anime, compare anche nei due film riassuntivi della serie.

## Storia

### Prima parte

Copertina del terzo volume del manga raffigurante Kamina

Kamina di Jeha è un ragazzo alto e slanciato, molto energico ed impulsivo, spesso molto propenso a combinare guai. Figlio di un padre che anni prima lo aveva abbandonato per andare in superficie, Kamina sogna di raggiungere la superficie e di abbandonare la tediosa e cupa vita nel sottosuolo, la quale rappresenta il destino comune di tutti gli uomini. È molto affezionato al giovane protagonista Simon, che chiama "fratello" poiché suo fidato compagno.
Nonostante tale termine non venga utilizzato per definire una effettiva parentela quanto piuttosto l'appartenenza alla stessa "banda" (la Brigata Gurren), fra i due esiste un intenso rapporto di reciproco affetto e fiducia.
Insieme a Simon egli tenterà più volte di fuggire dal villaggio per raggiungere la superficie, riuscendovi quando l'insediamento viene attaccato da un gunmen, che viene sconfitto dallo stesso Simon alla guida di una simile macchina da lui rinvenuta: il Lagann.
Giunto in superficie insieme al fratello ed a Yoko Littner (una bellissima e coraggiosa cacciatrice di mostri e un'altra protagonista della serie, con la quale stringerà un forte legame culminato in amore), combatterà contro gli uomini bestia (oppressori dell'umanità in superficie) alla guida di un gunmen rubato da lui ribattezzato Gurren.
Col tempo molte persone si uniranno nella sua impresa, facendo nascere così la grande "Brigata Dai-Gurren" ma perendo la vita poco dopo.
Ciò nonostante la sua impresa troverà compimento per mano di Simon, succedutogli al ruolo di leader, che sconfiggerà gli uomini bestia ed il loro creatore, il Re Spirale Lordgenome.

### Seconda parte
Morto ormai da 7 anni, si ripresenta nell'universo alternativo di Simon, finito nel Labirinto Multidimensionle durante la battaglia contro Anti-Spiral. In questo universo Simon e Kamina sono due ladruncoli da strapazzo che passano le giornate a scavare tunnel per rapinare negozi di gioielli degli uomini bestia. Questo Kamina è molto diverso: scaltro, disonesto e servile. In questo universo, tuttavia, appare anche il vero Kamina, il quale esorta Simon a ricordarsi di chi è realmente e ad allontanare i suoi falsi ricordi. Detto ciò, Simon si libera dai ricordi fittizi, ritornando a essere il Simon di sempre, intento a sconfiggere Anti-Spiral. Finito in un luogo ameno assieme al fratello, Kamina lo saluta per l'ultima volta, dicendo che questo è da considerarsi come un addio definitivo. Viene, tuttavia, subito contraddetto da Simon, il quale gli promette che il suo ricordo sarà sempre legato al suo cuore. Con questa promessa, Kamina scompare per sempre.

## Personalità
Tra tutti i personaggi dell'anime, Kamina è sicuramente il più energico e dirompente.
Il suo estremo ardore e la sua grande risolutezza lo rendono la guida spirituale oltre che formale del gruppo, anche dopo la sua morte.
Il suo atteggiamento ostinato e sprezzante nei confronti del pericolo lo porta a dare tutto sé stesso per le sue cause.
Mostra meno spesso anche il lato più dolce e tenero del suo carattere, specialmente nei confronti dell'adorato fratellino Simon e di Yoko, della quale è innamorato e ricambiato.
La sua personalità influenza profondamente anche molti altri personaggi: Simon dopo essere stato con il fratello e dopo aver metabolizzato la sua morte, diventa più sicuro di sé e risoluto; Yoko rivela il suo lato assieme più energico e dolce del suo carattere, accettandolo solo dopo aver conosciuto Kamina; Kittan rimane sin dal primo incontro molto impressionato da lui e, assieme a tutti gli altri membri della brigata, viene ispirato da lui nel modo di combattere e nelle cause.
Anche gli antagonisti rimangono pienamente impressionati da lui, particolarmente Viral, il quale apprendendo della morte di Kamina da Simon rimane leggermente rammaricato.
La forza e la resistenza di Kamina inoltre portano Viral a interrogarsi sul reale potere degli esseri umani, chiedendo spiegazioni addirittura a Lordgenome.
La sua mancanza, inoltre, viene sentita dalla maggior parte dei personaggi e non solo da Simon.

## Nome
Il nome di Kamina deriva dal giapponese «kami» (神?, kami), che ha un duplice significato: "sopra" e "dio". Entrambe le traduzioni in qualche modo sono emblematiche per la caratterizzazione di un personaggio simbolo dell'amore verso la superficie e che, grazie alle sue imprese, può venir considerato come un dio novello della nuova umanità terrena.